# Turtur
A Turtur a madarak osztályának galambalakúak (Columbiformes) rendjébe, a galambfélék (Columbidae) családjába és a galambformák (Columbinae) alcsaládba tartozó nem.

## Rendszerezésük
A nemet Pieter Boddaert holland ornitológus írta le 1783-ban, az alábbi 5 faj tartozik ide:
- bronzfoltos erdeigerle (Turtur chalcospilos)
- feketecsőrű erdeigerle (Turtur abyssinicus)
- acélfoltos erdeigerle (Turtur afer)
- fehérhasú erdeigerle (Turtur tympanistria)
- kékfejű erdeigerle (Turtur brehmeri)

## Előfordulásuk
Afrikában a Szahara alatti területeken honosak. Természetes élőhelyeik a szubtrópusi vagy trópusi esőerdők, füves puszták, szavannák és cserjések.

## Megjelenésük
Testhosszuk 20-25 centiméter közötti.

## Életmódjuk
Főleg magvakkal és más növényi részekkel táplálkoznak.